# Bataille navale de Procida (1809)
Cinquième Coalition
Batailles
Campagne d'Allemagne et d'Autriche
- Sacile
- Teugen-Hausen
- Raszyn
- Abensberg
- Landshut
- Eckmühl
- Ratisbonne
- Neumarkt
- Radzymin (en)
- Caldiero
- Dalmatie
- Ebersberg
- Piave
- Malborghetto
- Linz (en)
- Essling
- Sankt Michael
- Stralsund
- Raab
- Gratz
- Wagram
- Korneuburg
- Stockerau
- Gefrees (en)
- Hollabrunn
- Schöngrabern (en)
- Znaïm
- Ölper

Batailles navales
- Martinique
- Sables-d'Olonne
- Île d'Aix
- Walcheren
- Lissa
- Pelagosa

Campagne de l'île Maurice
- Sainte-Rose
- Saint-Paul
- Île Bonaparte
- Grand Port
- Île de France
- Tamatave

Campagne d'Espagne
Rébellion du Tyrol
La Bataille navale de Procida fut un combat naval qui eut lieu le 26 juin 1809 dans les eaux de la Mer Tyrrhénienne, dans le canal qui sépare l'archipel des Pitecuse (Ischia, Vivara et Procida ) de la péninsule Phlégréenne, constituant le point d'entrée le plus au nord du célèbre golfe de Naples. 

## Récit
La bataille navale de Procida a opposé la flotte de la marine du royaume napolitain de Murat, dirigée depuis Gaète par le lieutenant de vaisseau Giovanni Caracciolo et composée de 47 canonnières, aux forces insulaires anglo-siciliennes, en vue de forcer le blocus du canal entretenu par ces dernières et libérer la flotte napolitaine enfermée dans la baie de Pouzzoles, composée de la frégate Cerere de Giovanni Bausan et de la corvette Fama du capitaine de corvette Alfonso Sozi Carafa. 
Ciblés devant le Cap Misène sous le feu conjugué des batteries côtières anglo-bourboniennes de l'île, de la frégate HMS Cyane (Capt. Thomas Staines ) et du brick HMS Espoir (Capt. Robert Mitford) associé au feu de 12 autres canonnières siciliennes, Caracciolo et les "continentaux" (napoléoniens) eurent huit navires coulés, cinq capturés et dix-huit échoués, contre le brick et un petit navire coulés.

## Articles associés
- Action navale de Posillipo (27 juin 1809)
- Giovanni Bausan
- Royaume de Naples (1806-1815)